# Beowulf: Return to the Shieldlands
Beowulf: Return to the Shieldlands è una serie televisiva britannica, prodotta e trasmessa dalla ITV dal 3 gennaio 2016 al 20 marzo 2016. La serie si ispira all'omonimo poema epico in inglese antico, sebbene si discosti radicalmente da esso, dando origine ad una storia totalmente inedita ed originale.
Superata la metà della prima stagione, hanno cominciato a circolare voci sulla potenziale cancellazione della serie, per via degli ascolti e delle recensioni miste, ma ITV non aveva ancora confermato o smentito tali dicerie. Ciononostante, poco tempo dopo il termine della prima stagione, i dirigenti del canale televisivo britannico ne hanno confermato la cancellazione per le suddette ragioni.

## Trama
Beowulf, il più famoso eroe dei Geati, ritorna ad Heorot, in compagnia del ladruncolo Breca, in occasione della morte del suo padrino, il re Hrothgar, nonostante il suo esilio forzato, a causa di Rheda, la consorte del defunto jarl delle Shieldlands, e di suo figlio Slean, l'erede al trono. Il suo ritorno scatenerà una lunga serie di eventi, intrighi e giochi di potere per il dominio di quelle terre, un tempo patria dei Figli del Fango e dei Giganti.

## Episodi
| Stagione       | Episodi | Prima TV Regno Unito | Prima TV Italia |
| -------------- | ------- | -------------------- | --------------- |
| Prima stagione | 12      | 2016                 | inedita         |

## Curiosità
Gli attori Kieran Bew, Elliot Cowan e Lee Boardman si sono ritrovati nuovamente a lavorare insieme sul set di questa serie, dopo essersi conosciuti in quello della serie TV Da Vinci's Demons, targata Starz, in cui hanno interpretato rispettivamente i ruoli di Alfonso II di Napoli, Lorenzo de' Medici ed Amerigo Vespucci.